# Melongenidae
Famille
Synonymes
- Cassidulidae Gray, 1854
- Galeodidae Thiele, 1925
- Heligmotomidae Adegoke, 1977
- Volemidae Winckworth, 1945
- sous-famille Melongeninae Gill, 1871 (1854)

Les Melongenidae sont une famille de mollusques gastéropodes marins de l'ordre des Neogastropoda.

## Synonymes
- Cassidulidae Gray, 1854[1]
- Galeodidae Thiele, 1925[1]
- Heligmotomidae Adegoke, 1977[1]
- Volemidae Winckworth, 1945[1]
- sous-famille Melongeninae Gill, 1871 (1854)[1]

## Liste des genres
Selon le World Register of Marine Species (1 décembre 2018) :
- Brunneifusus Dekkers, 2018
- Hemifusus Swainson, 1840
- Lenifusus Dekkers, 2018
- Melongena Schumacher, 1817
- Pugilina Schumacher, 1817
- Saginafusus Wenz, 1943
- Sycostoma Cox, 1931 †
- Taphon H. Adams & A. Adams, 1853
- Volegalea Iredale, 1938
- Volema Röding, 1798

## Galerie

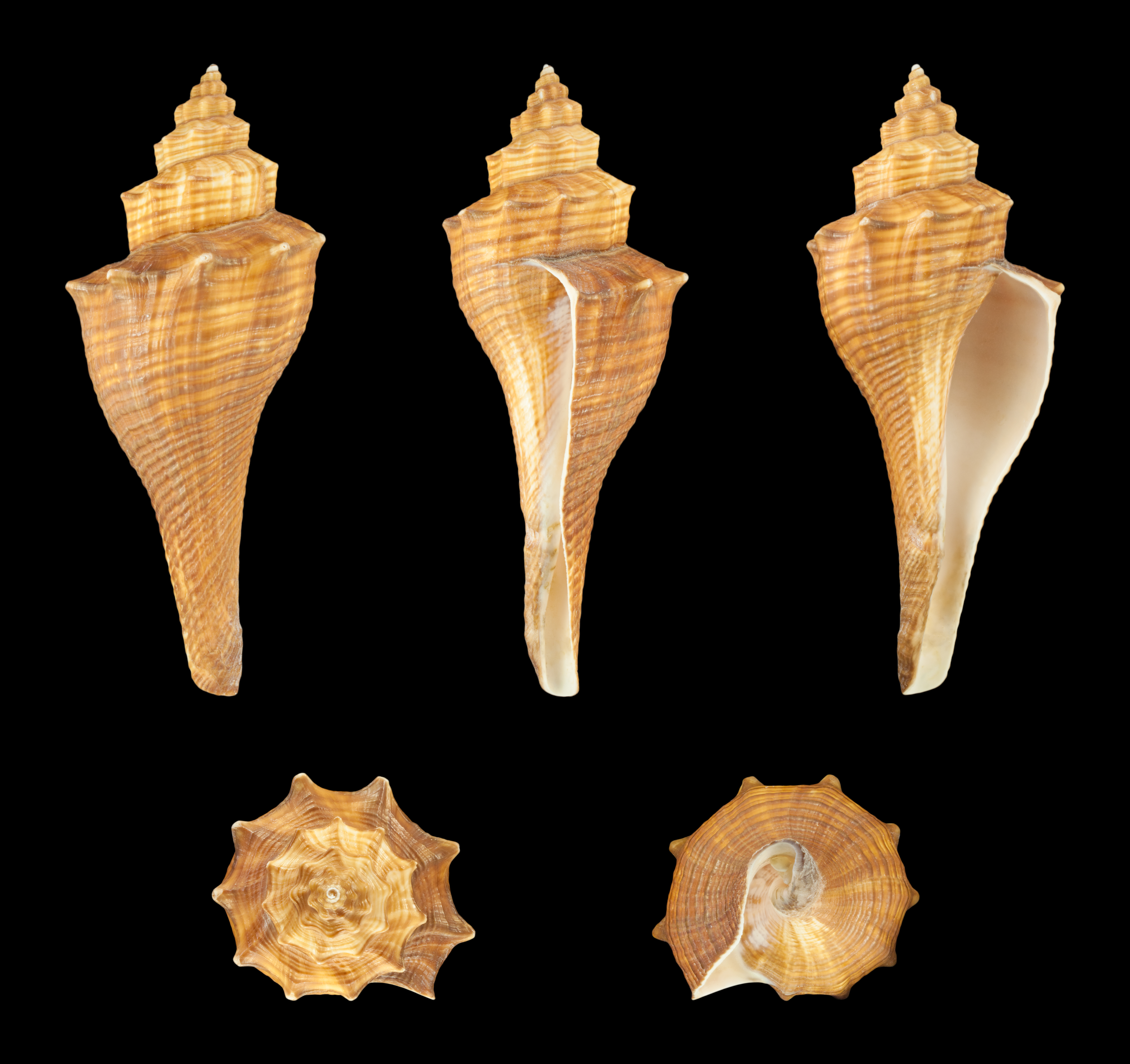
Brunneifusus carinifer
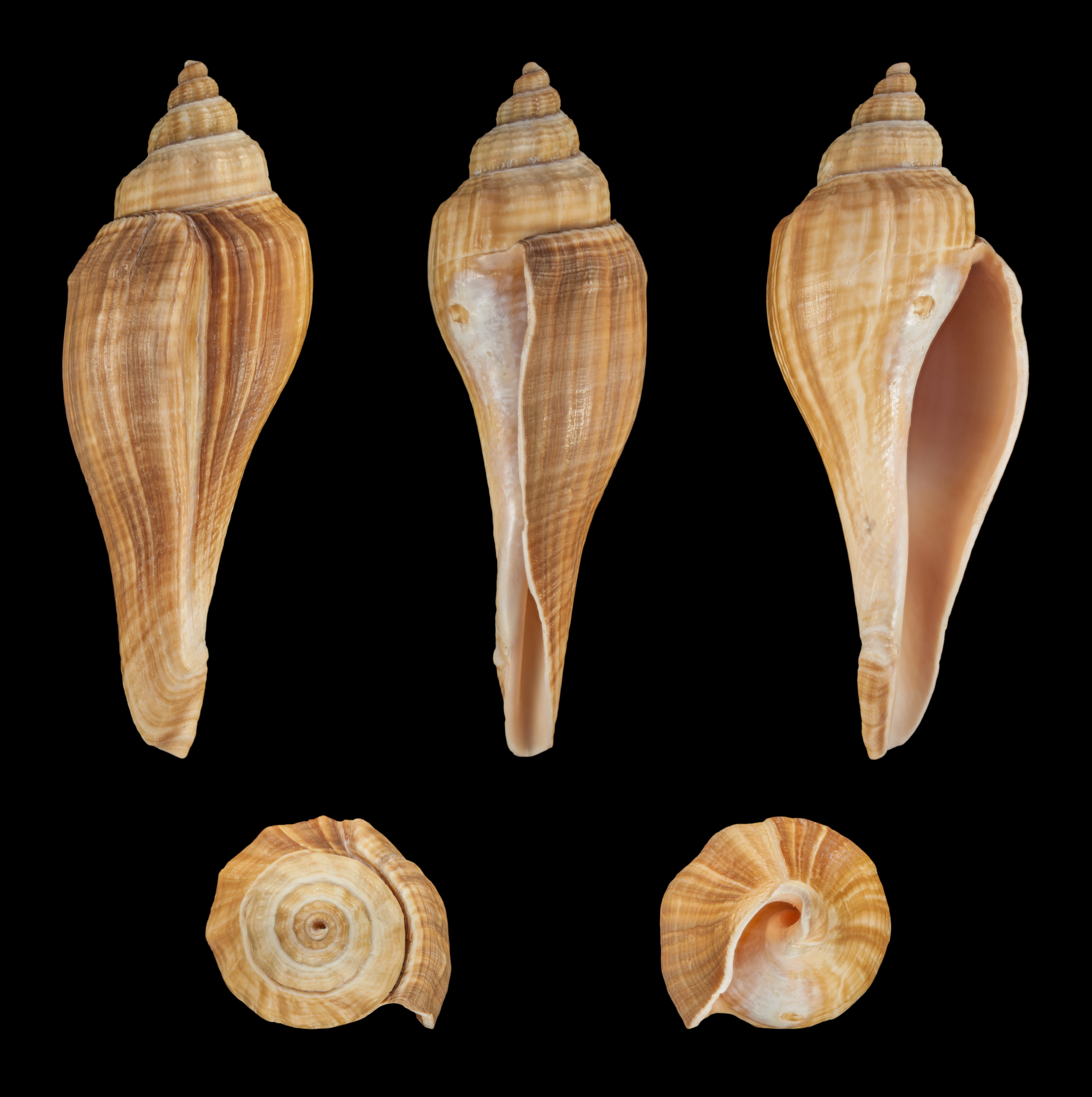
Hemifusus elongatus
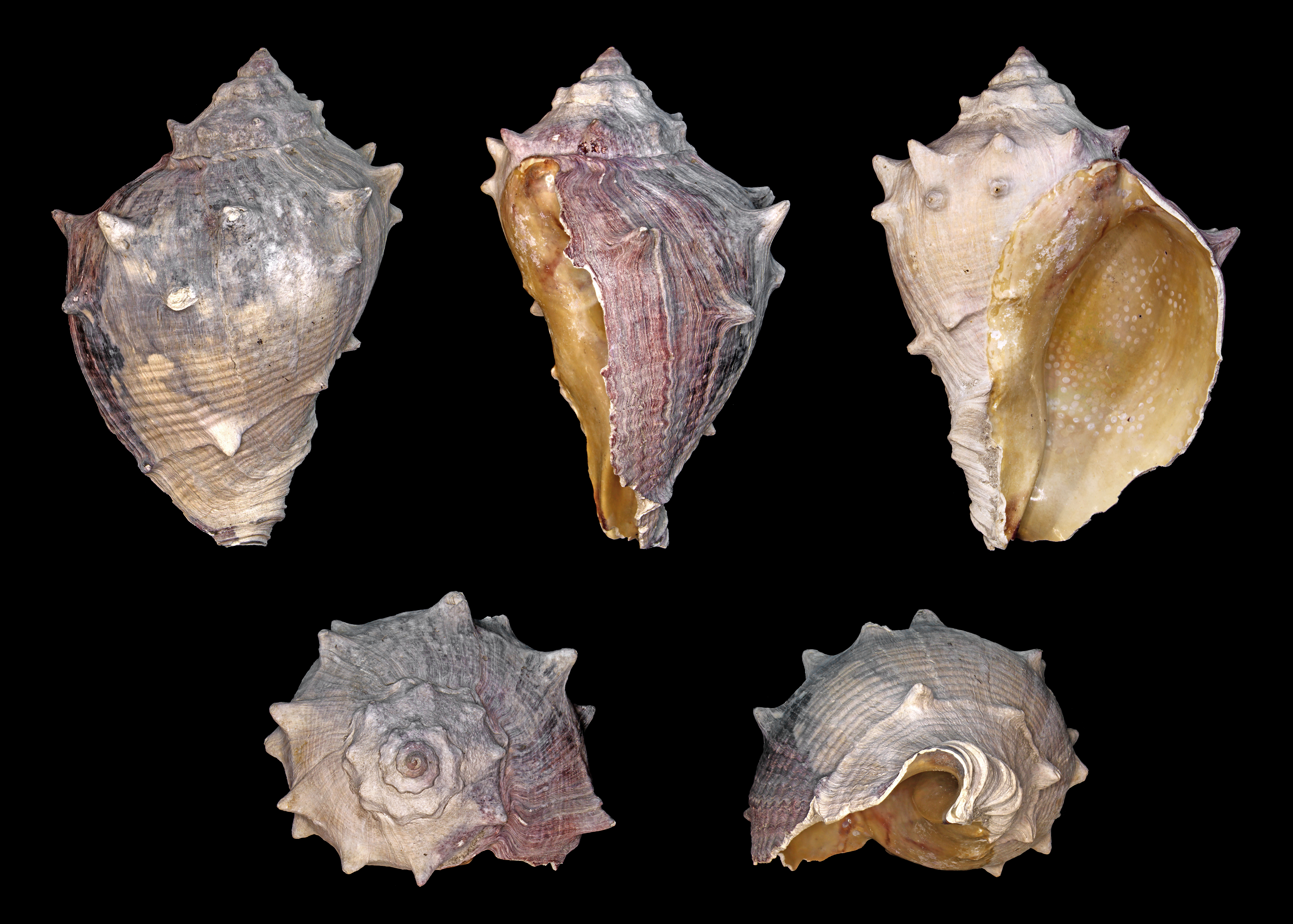
Melongena consors
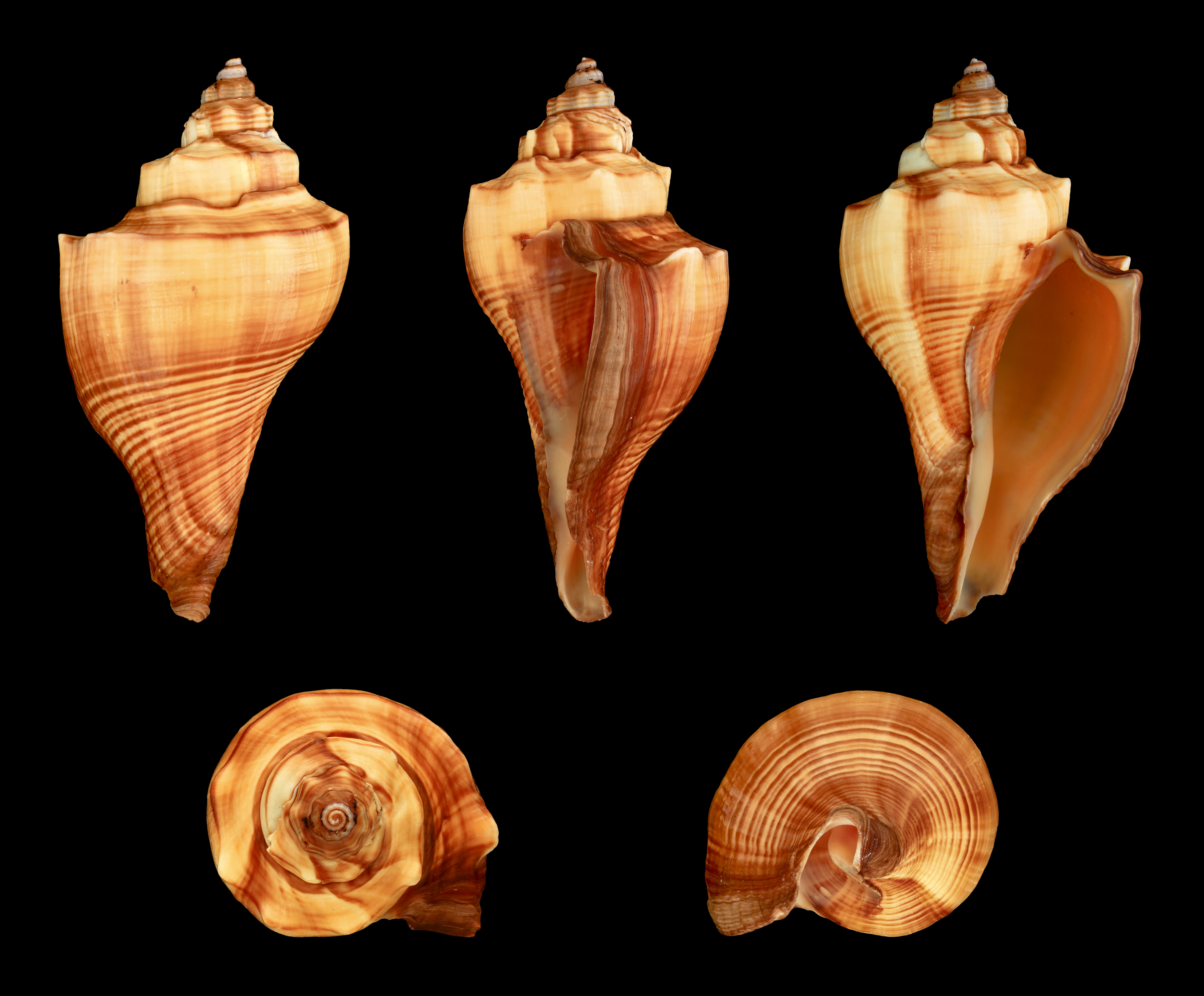
Pugilina cochlidium
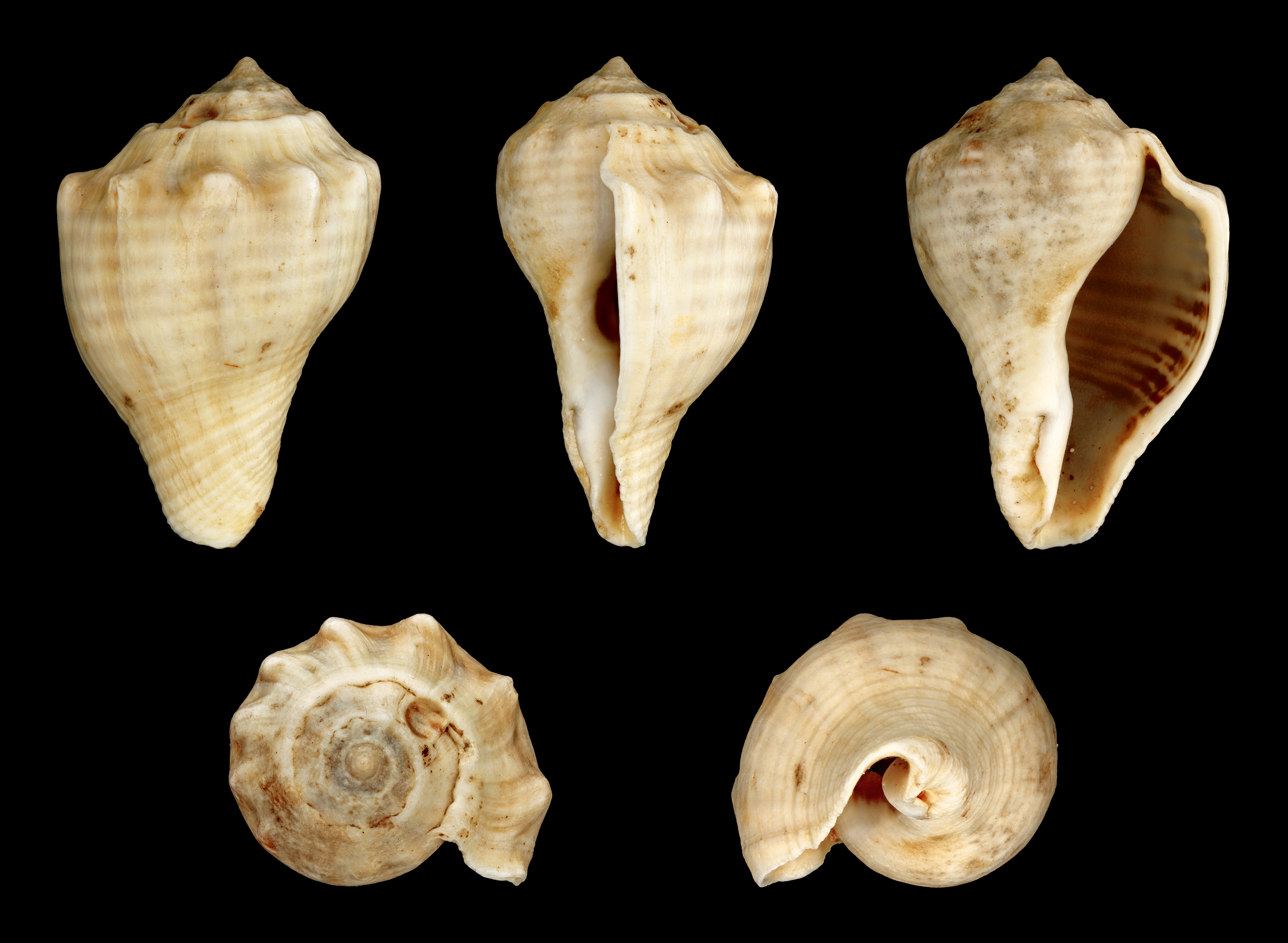
Volema pyrum